# Deddington (Oxfordshire)
Deddington is een civil parish in het bestuurlijke gebied Cherwell, in het Engelse graafschap Oxfordshire met 2146 inwoners.